# Janneby
Janneby là một đô thị thuộc huyện Schleswig-Flensburg, trong bang Schleswig-Holstein, nước Đức. Đô thị Janneby có diện tích 14,49 km², dân số thời điểm 31 tháng 12 năm 2006 là 450 người.